# Municipio de Rogers (Illinois)
El municipio de Rogers (en inglés: Rogers Township) es un municipio ubicado en el condado de Ford en el estado estadounidense de Illinois. En el año 2010 tenía una población de 449 habitantes y una densidad poblacional de 7,14 personas por km².

## Geografía
El municipio de Rogers se encuentra ubicado en las coordenadas 40°58′10″N 88°11′25″O / 40.96944, -88.19028. Según la Oficina del Censo de los Estados Unidos, el municipio tiene una superficie total de 62.86 km², de la cual 62,84 km² corresponden a tierra firme y (0,04 %) 0,03 km² es agua.

## Demografía
Según el censo de 2010, había 449 personas residiendo en el municipio de Rogers. La densidad de población era de 7,14 hab./km². De los 449 habitantes, el municipio de Rogers estaba compuesto por el 94,21 % blancos, el 0,67 % eran afroamericanos, el 2,45 % eran amerindios y el 2,67 % eran de una mezcla de razas. Del total de la población el 3,34 % eran hispanos o latinos de cualquier raza.